# Mérida Open Akron 2024
Mérida Open Akron 2024 byl ženský tenisový turnaj na profesionálním okruhu WTA Tour, hraný v Yucatán Country Clubu. Druhý ročník Mérida Open probíhal mezi 28. říjnem a 3. listopadem 2024 v mexické Méridě, hlavním městě Yucatánu.
Turnaj dotovaný 267 082 dolary patřil do kategorie WTA 250. Nejvýše nasazenou singlistkou se stala šedesátá druhá tenistka světa Renata Zarazúová z Mexika. Jako poslední přímá účastnice do dvouhry nastoupila, v době ukončení přihlášek, švýcarská 142. hráčka žebříčku Jil Teichmannová. V důsledku invaze Ruska na Ukrajinu na konci února 2022 řídící organizace tenisu ATP, WTA a ITF s grandslamy rozhodly, že ruští a běloruští tenisté mohli dále na okruzích startovat, ale do odvolání nikoli pod vlajkami Ruska a Běloruska.
První titul na okruhu WTA Tour ve dvouhře vybojovala 22letá Zeynep Sönmezová, jež se stala historicky druhou tureckou šampionkou singlové soutěže na túře WTA. V následném vydání žebříčku debutovala v první světové stovce. Čtyřhru ovládly Američanka Quinn Gleasonová s Brazilkou Ingrid Martinsovou, které získaly premiérovou společnou trofej.

## Rozdělení bodů a finančních odměn

### Rozdělení bodů
| Soutěž  | Soutěž      | vítězky | finalistky | semifinalistky | čtvrtfinalistky | 16 v kole | 32 v kole | Q  | Q2 | Q1 |
| ------- | ----------- | ------- | ---------- | -------------- | --------------- | --------- | --------- | -- | -- | -- |
| dvouhra | [ 3 ] [ 7 ] | 250     | 163        | 98             | 54              | 30        | 1         | 18 | 12 | 1  |
| čtyřhra | [ 8 ]       | 250     | 163        | 98             | 54              | 1         | —         | —  | —  | —  |

### Finanční odměny
| Soutěž                                | Soutěž      | vítězky  | finalistky | semifinalistky | čtvrtfinalistky | 16 v kole | 32 v kole | Q2      | Q1      |
| ------------------------------------- | ----------- | -------- | ---------- | -------------- | --------------- | --------- | --------- | ------- | ------- |
| dvouhra                               | [ 3 ] [ 7 ] | 35 250 $ | 20 830 $   | 11 610 $       | 6 608 $         | 4 350 $   | 3 020 $   | 2 470 $ | 1 870 $ |
| čtyřhra                               | [ 8 ]       | 12 820 $ | 7 210 $    | 4 140 $        | 2 470 $         | 1 900 $   | —         | —       | —       |
| částky ve čtyřhře jsou uvedeny na pár |             |          |            |                |                 |           |           |         |         |

## Ženská dvouhra

### Nasazení
| Stát                          | Hráčka                    | WTA | Nasazení |
| ----------------------------- | ------------------------- | --- | -------- |
| Mexiko                        | Renata Zarazúová          | 71. | 1.       |
| Argentina                     | Nadia Podoroská           | 76. | 2.       |
| Austrálie                     | Ajla Tomljanovićová       | 81. | 3.       |
| Německo                       | Jule Niemeierová          | 82. | 4.       |
|                               | Anna Blinkovová           | 85  | 5        |
| Argentina                     | María Lourdes Carléová    | 87. | 6.       |
| Německo                       | Tatjana Mariová           | 95. | 7.       |
| Španělsko                     | Nuria Párrizasová Díazová | 97. | 8.       |
| Žebříček WTA k 21. říjnu 2024 |                           |     |          |

### Jiné formy účasti
Následující hráčky obdržely divokou kartu do hlavní soutěže:
- Laura Samson
- Ana Sofía Sánchezová
- Akasha Urhobová

Následující hráčky nastoupily pod žebříčkovou ochranou:
- Alina Kornějevová
- Nina Stojanovićová

Následující hráčky postoupily z kvalifikace:
- Maja Chwalińská
- Elizabeth Mandliková
- Anastasija Tichonovová
- Tamara Zidanšeková

### Odhlášení
před zahájením turnaje
- Elisabetta Cocciarettová → nahradila ji  Lucrezia Stefaniniová
- McCartney Kesslerová → nahradila ji  Zeynep Sönmezová
- Peyton Stearnsová → nahradila ji  Elsa Jacquemotová
- Donna Vekićová → nahradila ji  Marina Stakusicová

## Ženská čtyřhra

### Nasazení
| Stát                                                                      | Hráčka                 | Stát       | Hráčka            | WTA  | Nasazení |
| ------------------------------------------------------------------------- | ---------------------- | ---------- | ----------------- | ---- | -------- |
| USA                                                                       | Quinn Gleasonová       | Brazílie   | Ingrid Martinsová | 223. | 1.       |
| USA                                                                       | Jessie Aneyová         | USA        | Carmen Corleyová  | 245. | 2.       |
|                                                                           | Anastasija Tichonovová | Mexiko     | Renata Zarazúová  | 288. | 3.       |
| Argentina                                                                 | María Lourdes Carléová | Nizozemsko | Eva Vedderová     | 290. | 4.       |
| Žebříček WTA k 21. říjnu 2024; číslo je součtem umístění obou členek páru |                        |            |                   |      |          |

### Jiné formy účasti
Následující pár obdržel divokou kartu:
- Maja Chwalińská /  Antonia Ružićová

## Přehled finále

### Ženská dvouhra
- Zeynep Sönmezová vs.  Ann Liová, 6–2, 6–1

### Ženská čtyřhra
- Quinn Gleasonová /  Ingrid Martinsová vs.  Magali Kempenová /  Lara Saldenová, 6–4, 6–4